# Mato Neretljak
Mato Neretljak (Orašje, 3. lipnja 1979.) hrvatski je nogometni trener i bivši nogometaš rođen u Bosni i Hercegovini. Trenutačno je trener bosanskohercegovačkog kluba Zvijezda Gradačac.

## Karijera

### Igračka karijera
Karijeru je započeo u Napretku iz Matića, nakon čega prelazi u HNK Orašje. Nakon Orašja karijeru je nastavio u Osijeku 2000. godine, a dvije godine nakon toga prelazi u redove splitskog Hajduka. Tamo se zadržao tri godine, dospio do reprezentacije, te na zimu sezone 2004./05. otišao u južnokorejski Suwon Bluewings. 
Statistika u Hajduku
| Natjecanje        | Nastupi | Zgoditci |
| ----------------- | ------- | -------- |
| Prvenstvo         | 89      | 5        |
| Kup               | 12      | 2        |
| Superkup          | 2       | 0        |
| Međunarodne       | 11      | 1        |
| Splitski podsavez | 0       | 0        |
| Ukupno            | 114     | 8        |
| Prijateljske      | 26      | 2        |
| Sveukupno         | 140     | 10       |

U međuvremenu ga se često spominjalo kao moguće pojačanje Dinama. Pogotovo kada je Niko Kranjčar s Maksimira otišao u Split, tada je bio vrlo blizu Zagreba, no, nikad tamo nije dospio. Dana 24. siječnja 2012. raskinuo je ugovor s korejskim Suwonom te se vratio u Hajduk. U sezoni 2012./13. igrao je u Rijeci. Od ljeta 2013. do ljeta 2014 je bio na posudbi u Zadru u koju je stigao iz HNK Rijeke. Nakon toga je okončao igračku karijeru

#### Reprezentativna karijera
Za hrvatsku reprezentaciju je debitirao 25. travnja 2001. protiv Grčke u Varaždinu, no sljedeći poziv stigao je tek 15. studenog 2003. za susret sa Slovenijom. Za reprezentaciju je ukupno odigrao deset utakmica, i zabilježio jedan pogodak. Bilo je to na prijateljskom dvoboju protiv Njemačke na Poljudu za 1:1. Utakmica je kasnije završila porazom Hrvatske, 1:2. Pod vodstvom Otta Barića bio je član reprezentacije na Europskom prvenstvu 2004. u Portugalu, no, sve tri utakmice odgledao je s klupe. Kasnije je dvaput nastupio na Carlsberg Cupu 2006.

### Trenerska karijera
Nakon igračke karijere bavi se trenerskim poslom. Krajem 2014. godine postaje trener federalnog prvoligaša Orašja. Dana 15. studenog 2016. postaje novi trener NK Metalleghe-BSI iz Jajca.
U lipnju 2017. je Neretljak napustio Metalleghe, nakon što klub iz Jajca nije uspio izboriti opstanak u Premijer Ligi BiH.

## Vanjske poveznice
- Profil na transfermarkt.de